# NGC 4327
Désignations
NGC 4327 est une étoile située dans la constellation de la Chevelure de Bérénice près de la galaxie M100. L'astronome allemand Wilhelm Tempel a enregistré la position de cette étoile en 1882. 
La position indiquée sur l'image est celle inscrite par Tempel, mais comme il n'y a que de faibles étoiles à cet endroit, on ne sait pas vraiment quelle étoile il a confondue avec une nébuleuse, nom que l'on donnait à cette époque aux objets flous que l'on observait.
L'étoile qui correspond cette position est USNO-B1.0 1057-00219838.  